# Svarthåltjärnen (Offerdals socken, Jämtland)
Svarthåltjärnen är en sjö i Krokoms kommun i Jämtland och ingår i Indalsälvens huvudavrinningsområde.